# Route nationale 932 (Belgique)
 (avril 2020).
Si vous disposez d'ouvrages ou d'articles de référence ou si vous connaissez des sites web de qualité traitant du thème abordé ici, merci de compléter l'article en donnant les références utiles à sa vérifiabilité et en les liant à la section « Notes et références ».
Pour les articles homonymes, voir Route 932.
La route nationale 932, est une route nationale de Belgique de 30,8 km qui relie Chastrès à Annevoie, en passant par Fraire, Hanzinelle, Mettet et Bioul. Celle-ci ce prolonge d'une part par la N978 à Chastrès et d'autre part par la N92 à Annevoie.

## Description du tracé

### Communes sur le parcours
- Région wallonne
  -  Province de Namur
    - Chastrès
    - Fraire
    - Hanzinelle
    - Oret
    - Mettet
    - Denée
    - Bioul
    - Annevoie